# Heiko A. Oberman
Heiko Augustinus Oberman (15 de octubre de 1930, Utrecht, Países Bajos – 22 de abril de 2001, Tucson) fue un historiador y teólogo especializado en el estudio de la Reforma.

## Vida
Oberman nació en Utrecht, Países Bajos. Obtuvo su doctorado en teología por la Universidad de Utrecht en 1957 y se unió a la facultad de la Harvard Divinity School en 1958. Allí ascendió rápidamente de instructor a profesor asociado y, en 1963, a profesor de historia de la iglesia. Fue nombrado Winn Professor of Ecclesiastical History en Harvard en 1964 y continuó enseñando allí hasta 1966. Luego aceptó una cátedra en la Facultad de Teología de la Universidad de Tubinga, Alemania, donde también fue director del Instituto para la investigación de la Baja Edad Media y la Reforma. Más tarde, Oberman fundó la División de Estudios de la Baja Edad Media y la Reforma de la Universidad de Arizona. Sus obras más importantes incluyen The Harvest of Medieval Theology: Gabriel Biel and Late Medieval Nominalism (1963), que enunció su programa de estrechar la brecha entre la Baja Edad Media y la era de la Reforma (al menos en el campo de la teología), y una biografía iconoclasta de Lutero, traducida del alemán como Luther: Man between God and the Devil (1989).

## Honores
Numerosos títulos honorarios y afiliaciones en los Estados Unidos y en el extranjero rindieron homenaje a la estatura de Oberman como erudito y educador. En 1996 la Real Academia de Artes y Ciencias de los Países Bajos le otorgó el prestigioso Dr A. H. Heineken Prize de Historia —el más alto honor que un historiador puede recibir— y, en 2001, poco antes de su muerte, se le dijo que iba a ser galardonado con el título de caballero por la Reina Beatriz de los Países Bajos en 2002 por la extraordinaria representación de la sabiduría y cultura holandesa. En la Universidad de Arizona, fue nombrado profesor regente de Historia en 1988 y fue galardonado con el 5-Star Faculty Teaching Award en 1989, el College of Social and Behavioral Sciences Teaching Award for Graduate Instruction en 1999 y el SBS Board of Advisors Lifetime Achievement Award en 2001.